# يوكي ايواتا
يوكي ايواتا (باليابانية: 岩田ユキ؛ بالكانا: いわた ゆき) هي كاتبة سيناريو ومخرجة يابانية، ولدت في 1972 في شيمادا في اليابان.

## وصلات خارجية
- يوكي ايواتا على موقع IMDb (الإنجليزية)
- يوكي ايواتا على موقع ألو سيني (الفرنسية)
- يوكي ايواتا على موقع قاعدة بيانات الفيلم (الإنجليزية)
- يوكي ايواتا على موقع كينوبويسك (الروسية)